# Yowa Mbemba Mabinda Kapinga
Yowa Mabinda Kapinga Mbemba est une femme politique congolaise

## Biographie
Elle a été ministre de la culture entre 1976 et 1979.
Yowa Mabinda Kapinga était la commissaire à la culture et aux beaux-arts du Zaïre,,.